# Mirigy
A mirigyek (latinul glandula) hám eredetű anatómiai képletek, amelyek valamilyen váladékot termelnek és ürítenek. A külső elválasztású (exokrin) mirigyek a bőr vagy valamilyen nyálkahártya felszínére ürítik váladékukat; a belső elválasztású (endokrin) mirigyek viszont a vérbe juttatják az általuk termelt anyagokat: a hormonokat.